# トカ・テムル
トカ・テムル（Tūqā Tīmūr/Tūqāy-Tīmūr/Tūqāy Tīmūr、生没年不詳）は、ジョチ・ウルスの王族。チンギス・カンの長男のジョチの十三男。

## 略歴
ジョチが没して兄のバトゥが一家の当主となった後、トカ・テムルは他の年少の兄弟とともに長兄のオルダが支配する左翼ウルス（オルダ・ウルス）にとどまった。トカ・テムルはジョチがもうけた年少の子供の中で唯一オゴデイとグユクの即位式に参加し、モンケをカアンに選出するクリルタイにも出席している。バトゥを総司令官とするヨーロッパ遠征には参加せず、本国に残っている。トカ・テムルが他に目立った行動を起こした記録は同時代の史料には見られない。
ベルディ・ベク・ハンの在位中（1357年 - 1359年）に左翼ウルスはカラ・キシ（非チンギス・カン裔）のテンギス・ブカに支配されていたが、1360年代にトカ・テムル家の王子がテンギス・ブカを殺害し、トカ・テムル家の人間が左翼ウルスのハン位に就くようになる。左翼ウルスの支配者の一人であるオロスの子孫が樹立した政権はジョチ・ウルスの後継国家の中で最も広範囲・長期にわたって繁栄した。

## 子
イルハン朝で編纂された『集史』には、トカ・テムルには以下の子がいたと記されている。
- バイムル
- バヤン
- ウルン・テムル
- キン・テムル

## 主なトカ・テムル家出身のジョチ・ウルスの君主
- オロス[4]
- トクタミシュ[6]
- バラク[7]

## トカ・テムル家が樹立した政権
- カザン・ハン国
- カシモフ・ハン国
- クリミア・ハン国
- カザフ・ハン国
- アストラハン・ハン国
- ジャーン朝ブハラ・ハン国